# Fòrum Econòmic Mundial
El Fòrum Econòmic Mundial (World Economic Forum) és una fundació sense ànim de lucre, la seu de la qual és a Ginebra. El Fòrum és conegut per la seva reunió anual a Davos, Suïssa, que reuneix dirigents d'empreses, responsables polítics del món sencer així com intel·lectuals i periodistes, per tal de discutir els problemes més urgents del planeta, incloent-hi els àmbits de la salut i del medi ambient. El fòrum organitza igualment la «Reunió anual dels nous campions» a la Xina i diverses reunions regionals que es mantenen al llarg de l'any. Va ser creat el 1971 per Klaus M. Schwab, professor d'economia a Suïssa. Paral·lelament a les reunions, el fòrum publica un cert nombre d'informes econòmics i implica els seus membres en diferents iniciatives vinculades a sectors específics.

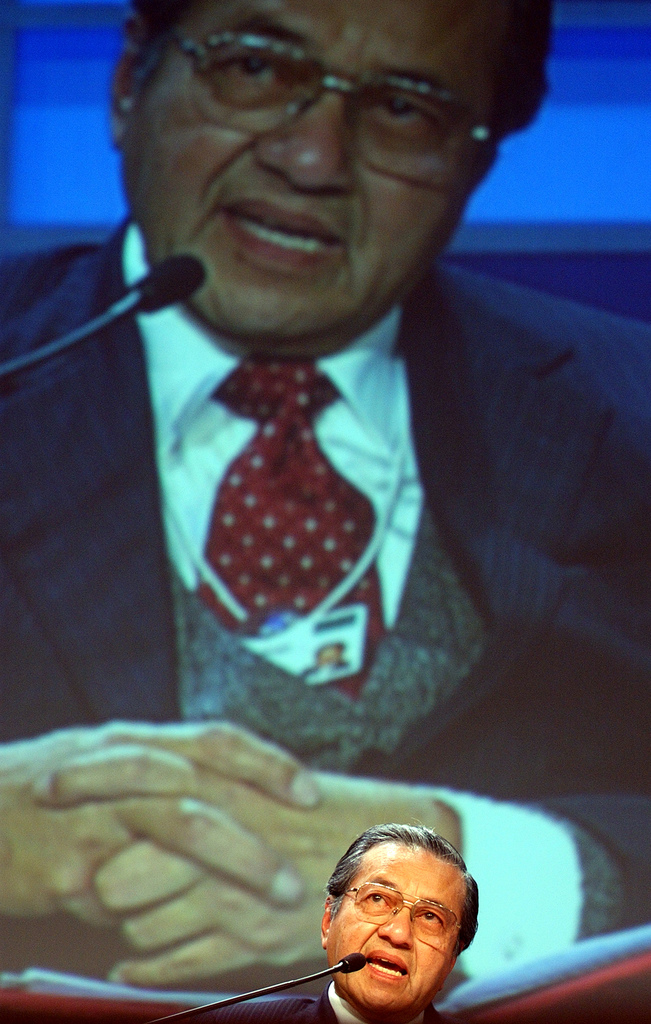
El 23 de gener de 2003, el primer ministre de Malàisia Mahathir bin Mohamad va pronunciar un discurs a la reunió anual del Fòrum Econòmic Mundial

## Organització

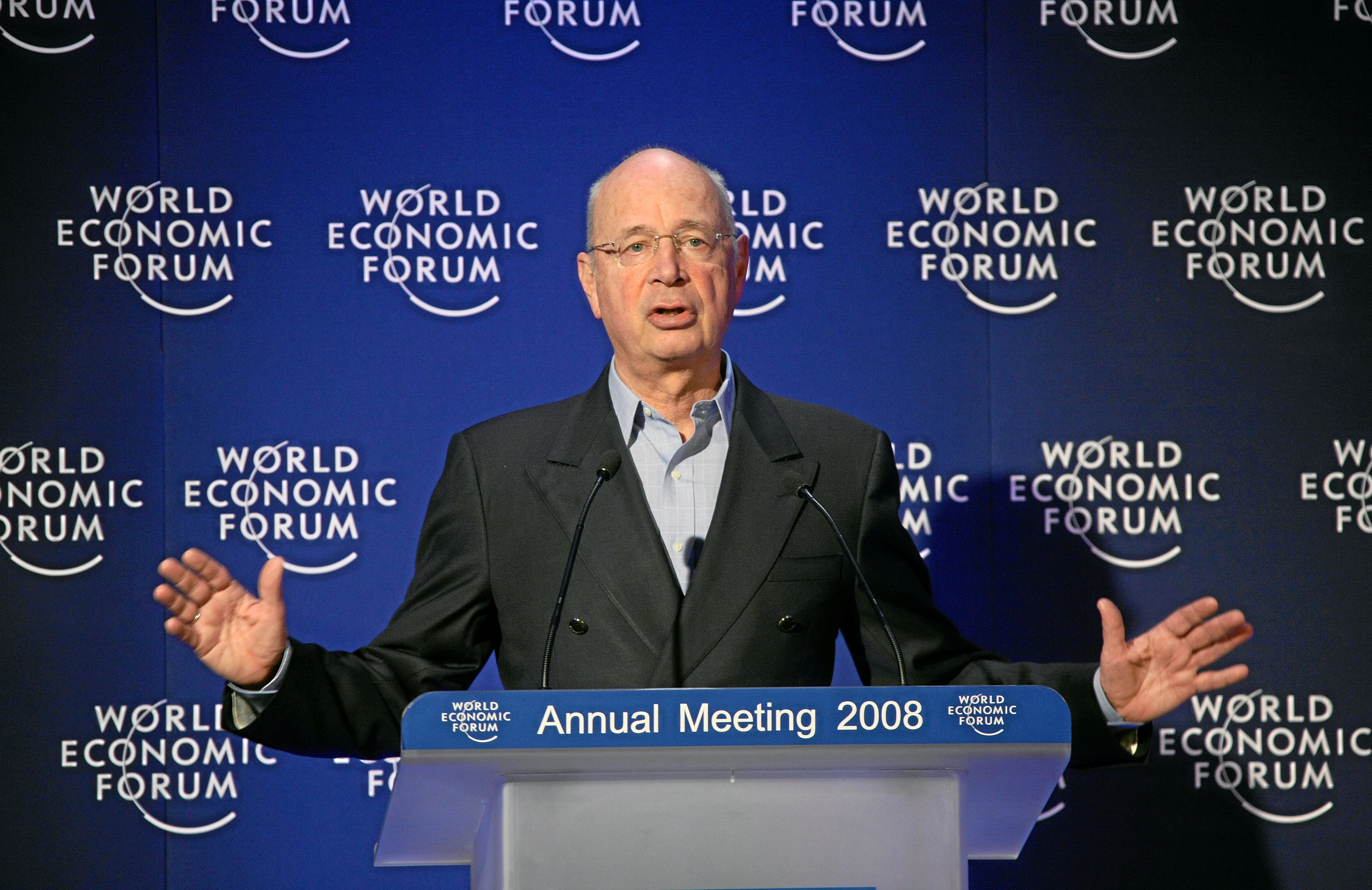
Klaus M. Schwab, fundador i president del Fòrum Econòmic Mundial

El Fòrum Econòmic Mundial és una fundació sens ànim de lucre. No defensa cap interès polític, partidari o nacional i s'ha posat com a missió «millorar l'estat del món».
Té la seu a Cologny, en el cantó de Ginebra, a Suïssa. El 2006 va obrir oficines regionals a Pequín, a la Xina, i a Nova York, als Estats Units.
Té l'estatut d'observador al Consell econòmic i social de les Nacions Unides i està sota la supervisió del govern suís. La més alta instància del fòrum és el Consell de la fundació constituït per 22 membres, entre els quals figuren l'antic primer ministre britànic Tony Blair, la reina Rania de Jordània, el PDG de Renault Carlos Ghosn, el publicitari francès Maurice Lévy, i la ministra francesa de l'economia Christine Lagarde.

### Membres
El finançament del fòrum és assegurat per les 1.000 empreses membres. El perfil tipus de l'empresa membre és una multinacional que realitza un volum de negocis superior a cinc mil milions de dòlars americans, una xifra que pot tanmateix variar segons la branca i la regió afectada. D'altra banda, aquestes empreses se situen entre les millors en el seu sector d'activitat i/o país i tenen un paper predominant en l'evolució futura del seu sector d'activitat i/o regió.
Des de 2005, les empreses membres ingressen drets d'adhesió anuals de 42.500 CHF, així com dels drets de 18.000 CHF, un import que cobreix la participació del seu PDG a la reunió anual de Davos. Les Industries Partners  i els Strategic Partners contribueixen respectivament amb 250.000 CHF i 500.000 CHF, cosa que els permet tenir un paper més important en les iniciatives del fòrum.

## Activitats

### Reunió anual de Davos

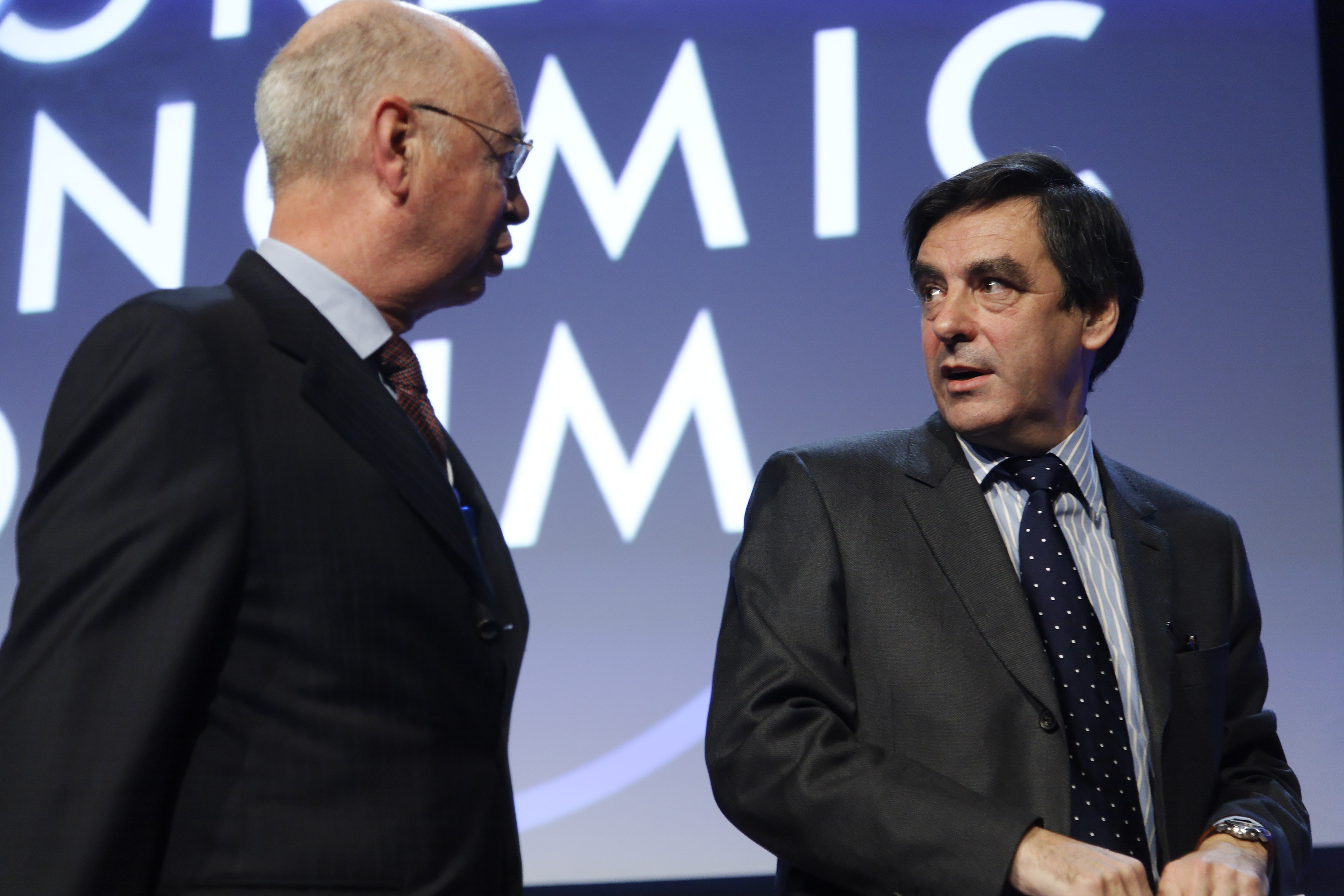
Klaus M. Schwab, fundador i president del Fòrum Econòmic Mundial i François Fillon Primer Ministre de la República francesa, 2008.

Esdeveniment far del Fòrum, la Reunió anual té lloc cada any a la darrera setmana de gener a Davos. Aquest esdeveniment organitzat a la cèlebre estació d'esport d'hivern dels Alps suïssos reuneix els PDG de les 1.000 empreses membres del Fòrum així com dels responsables polítics, dels representants dels mitjans universitaris i de les ONG, dels líders religiosos i de les personalitats del món dels mitjans de comunicació. La participació en la Reunió Anual és només per invitació. Aproximadament 2.200 persones participen en aquest esdeveniment que dura cinc dies i assisteixen a les aproximadament 220 sessions del programa oficial. Les discussions tracten de qüestions claus d'abast mundial (tals com els conflictes internacionals, la pobresa i els problemes mediambientals) i de les diferents solucions possibles. Prop de 500 periodistes (mitjans de comunicació en línia, premsa escrita, ràdio i televisió) participen en la Reunió Anual. Els medias tenen accés a totes les sessions del programa oficial, algunes de les quals són igualment difoses en directe sobre el Web.
Totes les sessions plenàries de Davos poden ser seguides a: YouTube, les imatges estan disponibles gratuïtament a Flickr i les citacions claus poden ser consultades a Twitter. El 2007, el Fòrum ha obert pàgines a plataformes de xarxes socials com MySpace i FaceBook. A la Reunió Anual del 2008, el Fòrum va convidar el públic a respondre a la Davos Question a YouTube, permetent així interaccionar amb els líders mundials presents en Davos, convidats a respondre des d'un YouTube Video Corner situat en el Centre del congrés. El 2008, es van difondre en directe conferències de premsa a Qik i Mogulus, donant la possibilitat a totes les persones interessades de plantejar preguntes als qui intervenien. El 2006 i 2007, participants seleccionats han estat entrevistats i la sessió de clausura va ser difosa a l'auditori Reuters de Second Life

#### Participants

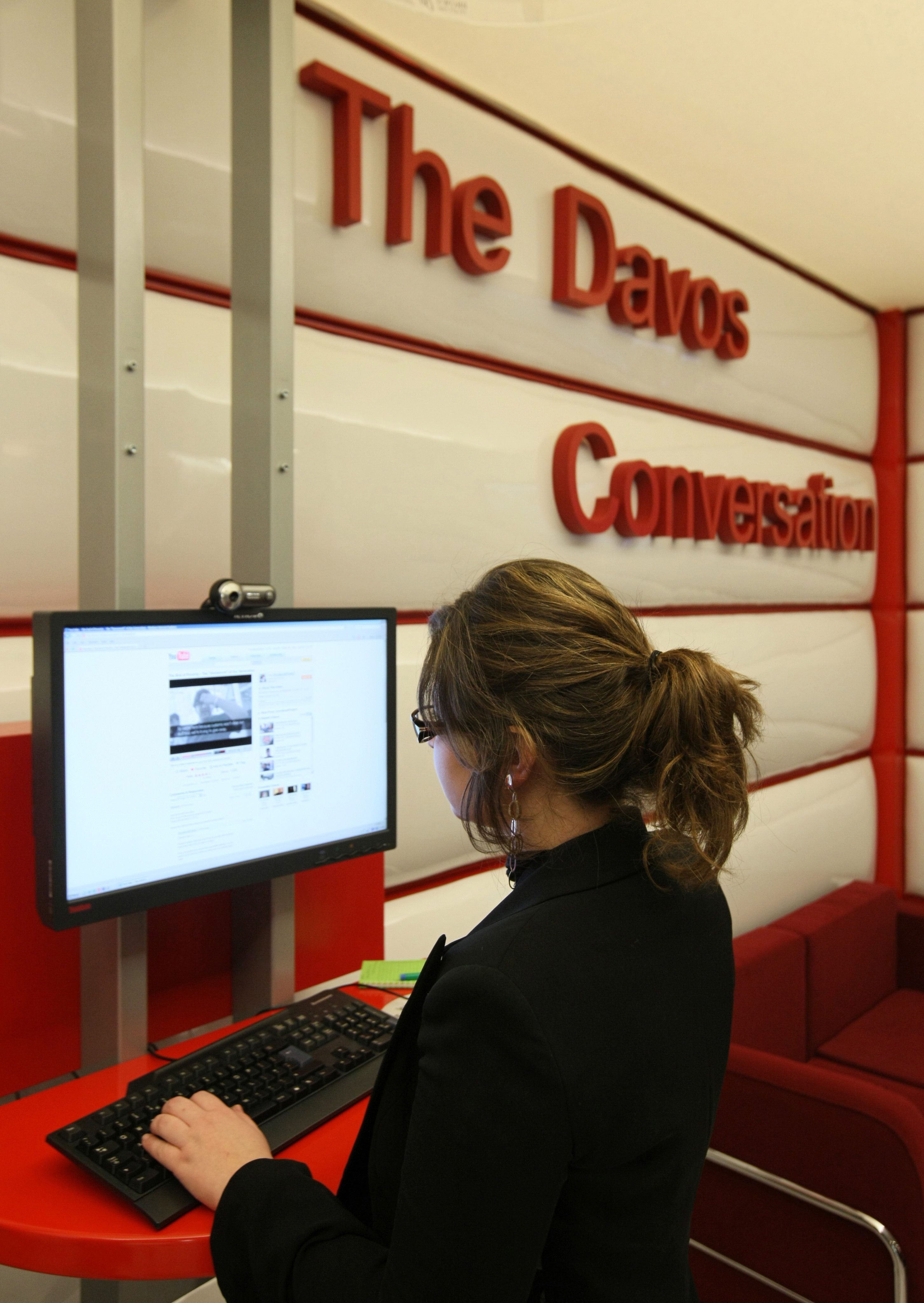
El Davos Conversation Corner posat a disposició per YouTube a la Reunió Anual 2008 del Fòrum Econòmic Mundial

El 2008, aproximadament 250 personalitats (caps d'Estat o de govern, ministres, ambaixadors, responsables o alts funcionaris d'organitzacions internacionals) han participat en la reunió anual. Citem sobretot la presència d'Abdoulaye Wade, Abdullah Ahmad Badawi, Alvaro Uribe Velez, Anders Fogh Rasmussen, Ban Ki-moon, Condoleezza Rice, Ferenc Gyurcsany, François Fillon, Gloria Macapagal Arroyo, Gordon Brown, Hamid Karzai, Ilham Alíev, Jan Peter Balkenende, Lee Hsien Loong, Pervez Musharraf, la Reina Rania de Jordània, Recep Tayyip Erdoğan, Salam Fayyad, Sali Berisha, Ximon Peres, Umaru Yar'Adua, Valdas Adamkus, Yasuo Fukuda, Viktor A. Yushchenko i Zeng Peiyan.
Al Gore, Bill Clinton, Bill Gates, Bono, Paulo Coelho i Tony Blair són igualment fidels de Davos. Edicions precedents van estar marcades per la presència d'Angela Merkel, Dmitri Medvédev, Henry Kissinger, Nelson Mandela Raymond Barre i Yasser Arafat.
Samuel Huntington ha descrit els participants de la reunió anual com pertanyent a l'espècie de «l'home de Davos», en referència a una elit mundial els membres de la qual es projecten en una dimensió purament global.

### Reunió Anual dels Nous Campions
El 2007, el Fòrum ha introduït la "Reunió Anual dels Nous Campions" que té lloc tots els anys a la Xina. Aquest esdeveniment ha estat creat per iniciativa dels "Global Growth Companies". Es tracta d'un grup de «campions econòmics» que provenen essencialment de diferents països emergents caracteritzats per un creixement ràpid com la Xina i l'Índia però igualment d'un cert nombre de «locomotores» procedents dels països desenvolupats. La Reunió s'adreça a més a més a la pròxima generació de líders mundials, a les regions a creixement ràpid, a les ciutats competitives i als Technology Pioneers del món sencer.

### Reunions regionals
Cada any, s'organitzen una desena de reunions regionals, afavorint l'establiment de contactes estrets entre els dirigents d'empresa, els caps de govern locals i les ONG. Les reunions tenen lloc a l'Àfrica, el Sud-est d'Àsia, a l'Amèrica Llatina i al Pròxim Orient. Els països on es mantenen les reunions varien d'un any a l'altre, a excepció de la Xina i de l'Índia que han jugat regularment el paper de països amfitrions en el transcurs de l'última dècada.

### Young Global Leaders
El 2005, el Fòrum va fundar la comunitat dels Young Global Líders , que succeeix el Global Leader of Tomorrow. Aquesta comunitat reagrupa líders del món sencer de menys de 40 anys, procedents de disciplines i de sectors molt variats. Els seus membres van invertir a la 2030 Iniciative , és a dir l'establiment d'un pla d'acció que permeti definir el que serà el món el 2030. Entre els seus membres figuren Shai Agassi, Anousheh Ansari, Maria Consuelo Araujo, Sergey Brin, Tyler Brûlé, Patrick Chappatte, Olafur Eliasson Rahul Gandhi, Haakon de Noruega, Silvana Koch-Mehrin, Tariq Krim, Irshad Manji, Princesa Mathilde de Bèlgica, Aditya Mittal, Gavin Newsom, Larry Page, Andrea Sanke, Anoushka Shankar, Peter Thiel, Karim Meïssa Wade, Jimmy Wales, Gabriel Naouri i Niklas Zennström.

### Empresaris socials
Des de 2000, el Fòrum ha defensat models desenvolupats pels principals empresarials socials al món, en estreta col·laboració amb la Schwab Foundation for Social Entrepreneurship. Aquesta fundació considera l'empresariat social com un element clau per fer progressar la societat i resoldre els problemes d'ordre social. Els empresaris socials seleccionats són convidats a participar en reunions regionals així com a la Reunió anual del fòrum on tenen l'ocasió de trobar alts representants del món econòmic i polític. A la reunió anual de 2003, Jeroo Bilimoria va conèixer així Roberto Blois, Vicesecretari general de la Unió internacional de les telecomunicacions, una entrevista que ha desembocat en una col·laboració clau per a la seva organització Child Helpline International.

### Pioners tecnològics
Tots els anys el Fòrum escull els seus Pioneers tecnològics (Technology Pioneers), una trentena de joves a la punta de la recerca en el sector biomèdic, de les telecomunicacions i d'Internet. Des de 2003, 391 empreses han estat també premiades.

### Estudis econòmics
El Fòrum serveix també laboratori d'idees i publica diferents informes econòmics anuals (data de la primera publicació entre parèntesis) :
- El Global Competitiveness Report (1979) mesura la competitivitat dels països i de les economies.
- El Global Information Technology Report (2001) avalua la seva competitivitat en funció de la seva propensió a utilitzar les tecnologies de la informació (networked readiness ).
- El Global Gender Gap Report (2005) analitza els àmbits crítics de desigualtat entre els homes i les dones
- El Global Risk Report (2006) sospesa els principals riscs globals
- El Travel and Tourism Competitiveness Report (2007) aprecia la competitivitat en termes de viatge i de turisme.
- El Global Enabling Trade Report (2008) presenta una anàlisi internacional referint-se a un ampli ventall de mesures útils als intercanvis comercials entre països.

### Iniciatives
La Global Health Initiative (GHI) va ser llançada per Kofi Annan en la Reunió Anual de 2002. Aquesta iniciativa té per a missió incitar les empreses a decidir col·laboracions publicoprivades per tal de lluitar contra el SIDA, la tuberculosi, la malària i de reforçar els sistemes de salut.
A la Reunió Anual de 2003, la Global Health Initiative ho va ser en presència de les multinacionals especialitzades en tecnologies de la informació i els governs de Jordània, d'Egipte i de l'Índia. La trobada ha desembocat a la posada a disposició de material informàtic nou a les escoles i un nombre més elevat de professors locals formats en els mètodes d'e-learning. L'impacte sobre la vida dels nens és important. El model GEI, que és evolutiu i s'inscriu en la durada, serveix en projectes educatius en països com Ruanda.
L'Environmental Initiative es refereix als canvis climàtics i l'aigua. En el marc del "Gleneagles Dialogue on Climate Change", el govern del Regne Unit ha demanat al World Economic Forum, a la 31a Cimera del G8 a Gleneagles el 2005, d'afavorir el diàleg amb el món dels negocis per tal de formular recomanacions apuntant a reduir les emissions de gasos amb efecte d'hivernacle. Aprovades per un grup internacional de CEO, aquestes recomanacions han estat presentades als líders abans de la Cimera del G8 a Toyako/Hokkaido que van tenir lloc el juliol del 2008.
La Water Initiative reuneix diferents actors com Alcan Inc., l'agència suïssa Direcció del desenvolupament i de la cooperació, l'USAID de l'Índia, l'UNDP de l'Índia, la Confederation of Indian Industry (CII), el govern del Rajasthan i la NEPAD Business Foundation. El seu objectiu és de promoure les col·laboracions publicoprivades sobre la gestió de l'aigua a Sud-àfrica i a l'Índia.
Desitjosos de lluitar contra la corrupció, diferents CEO dels sectors de l'enginyeria i de la construcció, de l'energia i dels metalls i de l'explotació minera han llançat la Partnering Against Corruption Initiative (PACI) a la Reunió Anual de Davos el gener de 2004. La PACI és una plataforma d'intercanvis fundada en experiències pràctiques i situacions conflictives. Aproximadament 140 empreses han signat aquesta initiativa.

## Història

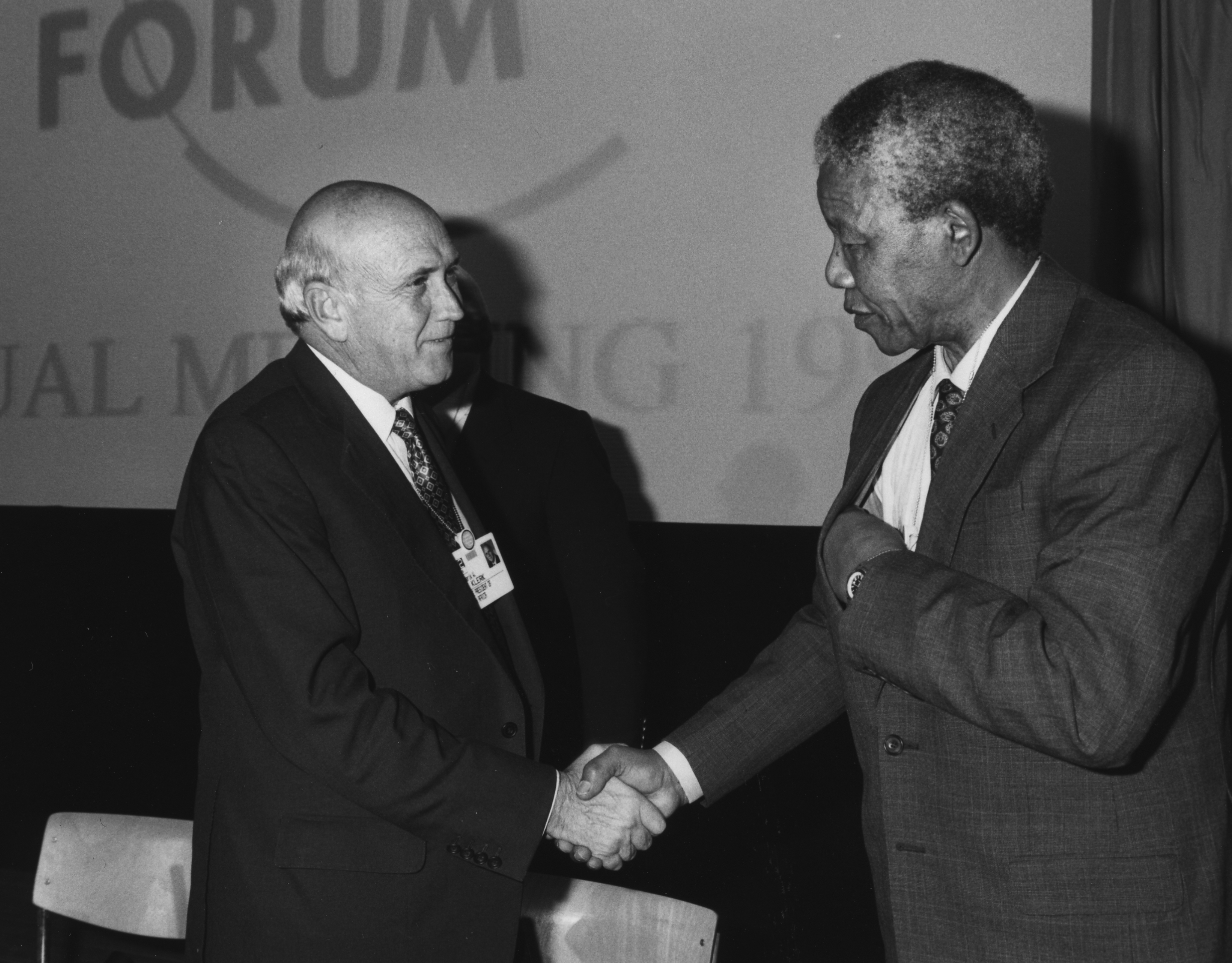
Frederik de Klerk i Nelson Mandela es donen la mà a la Reunió Anual a Davos el gener de 1992.

El 1971, Klaus M. Schwab, llavors professor d'economia a la Universitat de Ginebra, convida 444 dirigents d'empreses de l'Europa occidental a participar en el primer European Management Symposium organitzada en el nou Centre de congrés de Davos. Sota el patrocini de la Comissió europea i de diferents associacions industrials del Vell Continent, Klaus Schwab espera que les empreses europees es familiaritzin amb les pràctiques de gestió d'empreses en vigor als Estats Units. Crea llavors l'European Management Forum sota la forma d'una organització sense ànim de lucre a Ginebra i convida els dirigents d'empreses europees a Davos, on es manté la reunió anual el gener.
Klaus Schwab desenvolupa la "stakeholder", que lliga l'èxit d'una empresa al fet que els seus dirigents prenen en consideració els interessos de totes les parts interessades, és a dir no només els accionistes i els clients sinó igualment els empleats i les comunitats al si de les quals l'empresa evoluciona, incloent-hi els governs. Després dels esdeveniments de 1973, sobretot la fi del sistema dels tipus de canvi fix consagrat pels acords de Bretton Woods i la guerra arabe-israeliana, la Reunió Anual no s'interessa només per les qüestions de la gestió d'empreses: posa des d'aleshores també la seva atenció sobre els problemes econòmics i socials. Els líders polítics són convidats així per primera vegada a Davos el gener del 1974.
L'European Management Forum és rebatejat World Economic Forum el 1987.
El seu objectiu és d'ampliar encara la seva projecció i de proposar una tribuna per resoldre els conflictes internacionals. Els líders polítics consideren la manifestació de Davos com una plataforma neutra susceptible d'ajudar-los a aplanar les seves diferències. El 1988, Grècia i Turquia signen la «Declaració de Davos», allunyant així l'espectre d'una guerra que semblava imminent. A la Reunió Anual de Davos el 1992, el presideixen sud-africà Frederik de Klerk, Nelson Mandela i el cap zulu Mangosuthu Buthelezi es troben per primera vegada a l'estranger. El 1994, el ministre israelià d'Afers Exteriors Ximon Peres i el cap de l'OLP Yasser Arafat conclouen un projecte d'acord sobre Gaza i Jericó. El 2008, Bill Gates fa un discurs sobre el 'Creative Capitalism', una forma de capitalisme que apunta tant a generar beneficis com a resoldre les injustícies al món i que explota les forces del mercat per respondre a les necessitats dels més desfavorits.

### Llista de les reunions anuals[43]
- Del 26 al 31 gener de 1995, a Davos a Suïssa, 25è Fòrum Econòmic Mundial
- De l'1 al 6 de febrer de 1996, a Davos, 26è Fòrum econòmic mundial
- Del 30 de gener de 1997 al 4 de febrer de 1997, a Davos, 27è Fòrum Econòmic Mundial
- Del 29 de gener de 1998 al 3 de febrer de 1998, a Davos, 28è Fòrum Econòmic Mundial
- Del 28 de gener de 1999 al 2 de febrer de 1999, a Davos, 29è Fòrum Econòmic Mundial
- Del 26 de gener de 2000 al 2 de febrer de 2000, a Davos, 30è Fòrum Econòmic Mundial
- Del 25 al 30 de gener de 2001, a Davos, 31è Fòrum Econòmic Mundial
- Del 31 de gener al 4 de febrer de 2002, a Nova York, 32è Fòrum Econòmic Mundial
- Del 23 al 28 gener de 2003, a Davos, 33è Fòrum Econòmic Mundial, reunint 2.311 participants de 104 països. El 26, intervenció de Luis Inacio da Silva, nou president del Brasil.
- Del 21 al 25 gener de 2004, a Davos, 34è Fòrum Econòmic Mundial
- Del 26 al 30 gener de 2005, a Davos, 35è Fòrum Econòmic Mundial
- Del 25 al 29 gener de 2006, a Davos, 36è Fòrum Econòmic Mundial
- Del 24 al 28 gener de 2007, a Davos, 37è Fòrum Econòmic Mundial
- Del 23 al 27 gener de 2008, a Davos, 38è Fòrum Econòmic Mundial
- Del 28 gener de 2009 al primer de febrer de 2009, a Davos, 39è Fòrum Econòmic Mundial
- Del 27 al 31 gener de 2010, a Davos, 40è Fòrum Econòmic Mundial
- Del 26 al 30 gener de 2011, a Davos, 41è Fòrum Econòmic Mundial

## Critiques
A la darreria dels anys 90, el Fòrum, el G7, el Banc mundial, l'OMC i l'FMI són severament criticats per activistes antimundialistes que acusen el capitalisme i la mundialització d'augmentar la pobresa i de destruir el medi ambient. Prop de 1.500 manifestants pertorben el World Economic Forum a Melbourne, a Austràlia, obstaculitzant el pas a 200 delegats que van a la reunió. A Davos, manifestants protesten regularment contra la reunió dels «gats tips a la neu» (fat cats in the snow), segons els termes del cantant de rock Bono.
El gener de 2000, un miler de persones es manifesten als carrers de Davos, fent miques l'aparador del McDonald's. Des que mesures de seguretat més severes impedeixen als manifestants anar a l'estació grisona, la majoria de les demostracions antiDavos tenen lloc a Zúric, Berna o Basilea. Els mitjans de comunicació suïssos han criticat moltes vegades els costos de les mesures de seguretat, sostinguts conjuntament pel Fòrum, les autoritats cantonals i la Confederació.
Des de la Reunió Anual el gener de 2003, s'organitza un Open Forum Davos paral·lelament a la reunió principal per tal d'obrir al públic el debat sobre la mundialització. Reunint personalitats polítiques i dirigents d'empresa, l'Open Forum té lloc anualment al recinte de l'escola local. El públic pot assistir gratuïtament a tots els debats.
La Reunió Anual ha estat a més a més criticada per al seu «desplegament de fasts i de banalitats». Els seus detractors li retreuen d'allunyar-se de les grans qüestions econòmiques i de subministrar resultats poc convincents, en particular des de la presència sempre més important d'ONG poc competents en matèria d'economia. Segons ells, Davos s'interessa per qüestions polítiques del moment, molt valorades pels mitjans de comunicació (reescalfament climàtic, sida a Àfrica, etc.), en lloc de discutir l'economia mundial en presència d'experts famosos, de grans dirigents econòmics i d'actors polítics clau.

## Els darrers informes del Fòrum Econòmic Mundial
- (anglès) lloc oficial
- (anglès) Global Competitiveness Report 2008/2009
- (anglès) Global Information Technology Report 2007/2008 Arxivat 2009-08-19 a Wayback Machine.
- (anglès) Global Gender Gap Report 2008